# Afrodacarellus pocsi
Afrodacarellus pocsi är en spindeldjursart som beskrevs av Hurlbutt 1974. Afrodacarellus pocsi ingår i släktet Afrodacarellus och familjen Rhodacaridae. Inga underarter finns listade i Catalogue of Life.